# فريدي أندرسون
فريدي أندرسون (بالإنجليزية: Freddie Anderson)‏ هو شاعر أيرلندي، ولد في 11 سبتمبر 1922، وتوفي في 10 ديسمبر 2001.